# Луїс Фернандо Перейра да Сілва
Луїс Фернандо Перейра да Сілва (порт. Luiz Fernando Pereira da Silva, нар. 25 листопада 1985, Санта-Барбара-д'Уесті) — бразильський футболіст, нападник клубу «Греміо».
Виступав, зокрема, за клуби «Сан-Паулу», «Греміо» та «Атлетіко Мінейру».

## Ігрова кар'єра
У дорослому футболі дебютував 2003 року виступами за команду «Камбе», Через рік перейшов у «Сентрал» зі Каруару. У 2006 році виступав за «Ферровіаріо» з Форталези.
З 2007 по 2009 рік права на Фернандіньйо належали «Іраті», однак за цей клуб він не провів жодної гри, і весь цей час виступав на правах оренди за інші команди — спочатку за південнокорейський «Теджон Сітізен» і гонконгський «Сітізен АА», а потім за «Греміу Баруері». В останній команді Фернандіньйо домігся кваліфікації в Серію A, а в 2009 році дебютував в елітному дивізіоні чемпіонату Бразилії.
В середині 2009 року «Греміу Баруері» викупив контракт гравця, проте вже на початку 2010 року права на футболіста перейшли до клубу «Деспортіво Бразіл». І знову це був лише юридичний зв'язок, оскільки в наступні три сезони Фернандіньйо виступав на правах оренди за «Сан-Паулу». У третій грі за «триколірних» 28 лютого 2010 року нападник вийшов на заміну у другому таймі і за час, що залишився до кінця матчу, забив чотири м'ячі у ворота «Монті-Азула» в грі Ліги Паулисти, яка завершилася з рахунком 5:1. Надалі Фернандіньйо не зміг повторити свого успіху, пережив кілька серйозних травм, включаючи три переломи. 27 березня 2011 року в матчі проти «Корінтіанса» Фернандіньйо заробив штрафний удар неподалік від штрафного майданчика суперника. Капітан команди Рожеріо Сені успішно реалізував штрафний удар, і цей гол став сотим у кар'єрі воротаря-бомбардира. Всього в 2010—2012 роках в 104 іграх він забив за цю команду 17 м'ячів.
Сезон 2012/13 Фернандіньо провів в еміратській «Аль-Джазірі» (Абу-Дабі), після чого повернувся на батьківщину, де приєднався до «Атлетіко Мінейру» на правах оренди.
9 липня 2014 року уклав контракт з клубом «Греміо», з якого двічі віддавався в оренду — в 2015 році в італійську «Верону», та у 2016 році — у «Фламенго». 
Після повернення в «Греміо», у розіграші Кубка Лібертадорес 2017 року Фернандіньйо був одним з найважливіших гравців основного складу. У фінальному матчі проти «Лануса» він забив свій перший гол у турнірі, зробивши забіг з м'ячем майже через все поле. В результаті «Греміо» здобув перемогу 2:1 (3:1 за сумою двох матчів) і виграв трофей. Станом на 13 грудня 2017 відіграв за команду з Порту-Алегрі 28 матчів в національному чемпіонаті.

## Титули і досягнення
- Володар Кубка Бразилії (1):

«Атлетіко Мінейру»: 2014
- Володар Кубка Лібертадорес (1):

«Греміо»: 2017